# Eduard Lipp
Eduard Lipp (20. února 1831 Wundschuh – 30. prosince 1891 Štýrský Hradec) byl rakouský lékař a politik ze Štýrska, v 2. polovině 19. století poslanec Říšské rady.

## Biografie
Studoval medicínu na Vídeňské univerzitě. Roku 1856 získal titul doktora lékařství. Od roku 1861 působil jako primář všeobecné nemocnice ve Štýrském Hradci a od roku 1871 byl jejím ředitelem. V roce 1865 se habilitoval v oboru dermatologie a pohlavních chorob na Univerzitě ve Štýrském Hradci se studií o zdravotních podmínkách pracovníků dolů v Idriji. Roku 1873 se stal mimořádným profesorem na Univerzitě ve Štýrském Hradci. Roku 1874 přešel na nově zřízenou kliniku dermatologie ve Štýrském Hradci. V letech 1890–1891 působil jako prezident dermatologické společnosti.
Byl aktivní i veřejně a politicky. V letech 1867–1870 zasedal v obecní radě ve Štýrském Hradci. Roku 1870 byl zvolen na Štýrský zemský sněm. Zemský sněm ho roku 1870 delegoval i do Říšské rady (celostátní parlament, volený nepřímo zemskými sněmy). Opětovně byl zemským sněmem do Říšské rady vyslán roku 1872 za kurii měst a tržních osad ve Štýrsku. 17. prosince 1872 opětovně složil slib. Stranicky se profiloval jako německý liberál (takzvaná Ústavní strana, liberálně a centralisticky orientovaná, odmítající federalistické aspirace neněmeckých etnik).
Byl aktivní i ve štýrské pobočce organizace Deutscher Schulverein.